# Frankie Goes to Hollywood
Frankie Goes to Hollywood (FGTH) fue un grupo de synth pop británico, formado en Liverpool, a principios de los años 80. Consiguieron mucho éxito en el Reino Unido y en otros países con canciones como Relax, cuya letra aludía explícitamente a las relaciones sexuales, Two Tribes, la balada The Power of Love y Welcome to the Pleasuredome.
Su formación incluía a Holly Johnson (previamente bajista de Big In Japan) y Paul Rutherford (años antes cantante de The Spitfire Boys) como vocalistas, Mark O'Toole y Brian Nash, respectivamente, al bajo y a la guitarra, y Peter Gill a la batería.
El primer sencillo del grupo, Relax, alcanzó número seis en la lista de éxitos de la BBC y se mantendría en las posiciones más altas entre los sencillos más vendidos en el Reino Unido durante cinco semanas consecutivas disfrutando de un éxito que se mantendría hasta 1984 y convirtiéndose en el séptimo sencillo más vendido en ese país de todos los tiempos. Después del éxito de Two Tribes y The Power of Love, FGTH se convirtió en el segundo grupo en la historia del Reino Unido que conseguía alcanzar el número uno con sus tres primeros sencillos; el primero fue Gerry and the Pacemakers en 1964.

## Historia

### 1980–82:  Formación
En la cara B del primer sencillo del grupo, Johnson explicó que el nombre del mismo provenía de una página de la revista magazine The New Yorker, que presentaba el título Frankie Goes to Hollywood y una fotografía de Frank Sinatra. Otra versión de la historia es que un artículo similar sobre Frankie Vaughan fue la inspiración para el nombre del grupo. Y finalmente otra versión es que el nombre fue inspirado por una historia publicada en un diario sobre el cómico inglés Frankie Howerd en un viaje a Hollywood. De todas maneras el grupo musical llamado Frankie Goes to Hollywood surgió en 1980.
El núcleo del grupo surgió a finales de los años setenta, en Liverpool, bastante influido por la cultura punk. El cantante Holly Johnson había tocado el bajo con Big In Japan, y había grabado dos sencillos en solitario. Paul Rutherford, que se incorporaría después, había cantado con The Spitfire Boys. Los músicos locales Peter Gill (batería), Jed O'Toole (bajo) y el primo de este, Brian Nash (guitarra eléctrica) se unieron con Johnson, llamándose ellos mismos Sons of Egypt, y este grupo inicial efectuó una serie de conciertos en pequeños locales. El grupo se deshizo durante un corto periodo de tiempo para regresar más tarde, cuando Johnson se unió con Mark O'Toole (bajo) y Jed para formar FGTH, durante un periodo especialmente prolífico en cambios durante el cual Jed tomó la guitarra eléctrica. Una vocalista femenina, Sonya Mazunda, se unió al grupo más tarde, y esta formación realizó el primer concierto de FGTH en la sala The Warehouse, como teloneros de Hambi & The Dance.
Rutherford, que había hecho de vocalista temporalmente, tuvo tanto éxito en el concierto que sustituyó a Mazunda aquella misma noche. La nueva formación compuesta solo por hombres efectuó conciertos a nivel local junto con un dúo llamado The Leatherpets (que iban vestidos con escasa ropa de cuero), y fueron contratados para realizar vídeos promocionales y espectáculos, aunque en alguna ocasión fueron rechazados tanto por la productora Arista Records como por Phonogram Records. En octubre de 1982, el grupo participó en el programa de radio de John Peel en la BBC Radio 1, en el cual interpretaron Krisco Kisses, Two Tribes, Disneyland y The World Is My Oyster. En este tiempo Jed O'Toole dejó el grupo, y sería sustituido por el reencontrado Nash.
En febrero de 1983, el grupo fue invitado para grabar el vídeo de Relax para el programa de Channel Four The Tube en el Liverpool State Ballroom. Después de esta emisión, la sesión del programa de radio de John Peel se repitió, y se grabó una nueva sesión para la BBC, que incluía Welcome to the Pleasuredome, The Only Star in Heaven y Relax. Estas actuaciones junto con el vídeo del programa The Tube, parece que convencieron a Trevor Horn para contratar al grupo para su nueva discográfica, ZTT Records, en mayo de 1983.

### 1983–84: Primeros sencillos y estrellato

#### "Relax"
La canción Relax fue publicada por ZTT Records en octubre de 1983 y tuvo un gran éxito, llegando al Top 40 de las listas británicas. Después de una aparición en el programa de la BBC Top of the Pops el 5 de enero de 1984 cuando estaban en el número 35, el sencillo alcanzó el número seis... y entonces ocurrió el incidente que propulsaría tanto la canción como el grupo a la mayor notoriedad del mundo del pop para siempre.
El 11 de enero de 1984, el disc jockey Mike Read, de la BBC Radio 1, puso el disco en su programa, y notó que el diseño de la portada del mismo, (hecho por Yvonne Gilbert) presenta un hombre y una mujer de espaldas empujándose el uno en el otro, ligeros de ropa, e incluye una parte de la letra con contenido picante. Eso lo llevó a leer con más detenimiento la letra, y parece que su reacción fue la de retirar del tocadiscos el disco que estaba en aquel momento sonando, por consideralo "repugnante".
Un par de días después —casi tres meses después del lanzamiento del sencillo, y ocho días después de la actuación del grupo en Top of the Pops— la BBC retiró el disco del mercado.
"Relax" alcanzó inmediatamente el número uno de las listas de éxitos del Reino Unido y permaneció durante cinco semanas, y eso dándose el caso de que la BBC no podía emitir el sencillo más vendido del país en ninguno de sus medios de radio ni televisión durante un mes (así pues la sintonía de despido del programa 'Top Of The Pops, que tradicionalmente se reservaba a la canción más exitosa del momento, tuvo que cubrirse con diferentes temas menos populares durante cinco semanas consecutivas).
Se establecieron comparaciones entre Relax y la canción God Save the Queen de Sex Pistols por la siguiente cuestión: la BBC no intentó incrementar las ventas de sus discos prohibiendo "Relax", pero por otra parte el disco desafió claramente estas intenciones, en el sentido que -no por primera vez- la BBC y los medios se enfrentaron con un disco de grandes y rápidas ventas que podía ser muy rompedor y los motivaron a explotar una supuesta prohibición de lo mismo a nivel institucional -cosa que evidentemente lo hacía más atractivo. Por otra parte, la BBC y los medios británicos no estaban nada preparados para el fenómeno sin precedentes que ocurrió con "Relax". La experiencia de "Relax" en definitiva demostró la existencia de un fenómeno cultural capaz de hacer cambiar las normas de la BBC relativas a la prohibición de discos provocativos, y de hacer que los medios tuviesen un especial interés en los trabajos que despiertan controversia.
Mike Read se sintió aparentemente ofendido por el contenido sexualmente explícito del diseño de la portada y de las letras. No obstante el texto "Relax, don't don it, when you want to suck it to it" ("relájate, no lo hagas, cuando quieres hacer sexo oral") presentaba un error provocativamente deliberado. Las palabras correctas eran "...when you want to sock it to it" ("cuándo quieres golpearlo"). No obstante, la expresión final "Relax, don't don it, when you want to come" ("relájate, no lo hagas, cuando quieres venir") parece bastante más ineludible, o menos críptica para ciertas personas. Cuando en la revista de pop Smash Hits le preguntaron a Johnson: "Relájate, no lo hagas ... ¿no hacer el qué"?, él respondió: "no relajarse, claro está".
El videoclip original dirigido por Bernard Rose muestra un bar gay (está filmado en el teatro Wilton's Music Hall, en el este de Londres), y fue aparentemente censurado tanto por la BBC como por la MTV. En su lugar se emitió otro videoclip dirigido por Brian De Palma, coincidiendo con el estreno de su película Body Double (Doble cuerpo). En este aparece una versión ligeramente diferente del vídeo como escena de una película pornográfica.
El texto provocativo en el reverso de la tapa de "Relax" fue atribuido al periodista musical y socio de ZTT Records Paul Morley, responsable también de la campaña que siguió a la censura de la BBC, y que provocó una demanda masiva hacia el grupo y la canción. Parte de esta promoción (si bien llegó unos meses después, con el lanzamiento de "Two Tribes") incluía la icónica camiseta con el texto "Frankie Say Relax Don't Do It", atribuida a Morley pero diseñada realmente por Katharine Hamnett, que había realizado unas camisetas con un diseño minimalista en blanco y negro muy similares mostrando eslóganes positivos como "Choose Life" y "Go Go" (estas últimas utilizadas por Wham! en el videoclip de "Wake Me Up Before You Go-Go". Las camisetas "Frankie Say..." se convertirían en ubicuas durante el verano de 1984.
Además de toda la polémica en torno a "Relax"', empezaron a circular rumores de que el sencillo había sido grabado realmente por otro grupo de músicos. Este rumor derivó en la acusación "los Frankie no saben tocar", agravado por la falta de conciertos en directo durante todo 1984. Un tiempo después el productor Trevor Horn admitió que realmente había grabado una versión de muestra de "Relax" con FGTH y The Blockheads, grupo que tendría renombre gracias al icono de la new wave Ian Dury. Después grabó una segunda versión con FGTH solos, pero quedó descontento con el resultado, y finalmente se llevó la cinta para trabajar. Horn supuestamente se pasó cinco semanas añadiendo pistas con más músicos, incorporando bajos pregrabados del bajista de los Blockheads Norman Watt-Roy y unas pulsaciones de bajos sampleadas con un teclado Fairlight CMI dos años antes en Battery Studios por el bajista Mark 'Thumbs' Cunningham. Aunque aparentemente empleó tanto tiempo y dinero en un sencillo, Horn afirmó después que "Relax" representó una gran apuesta para él y para su nuevo sello discográfico, ZTT, y que su fracaso en el mercado podía haberle supuesto en la bancarrota. En el momento en el que fue completado, había costado £70.000 sólo en tiempo invertido en el estudio, con un coste adicional de £15.000 para el videoclip. El tiempo utilizado en el estudio y los costes supondrían una cuestión primordial para FGTH (y para otros grupos contratados por ZTT como Propaganda) más allá de 1984.

#### "Two Tribes"
"Relax" permanecía a las listas de éxitos cuando el siguiente éxito, "Two Tribes", fue publicado en mayo de 1984. A esta canción de cariz pacifista se le dio un sentido relacionado con la guerra nuclear. Acompañado de sirenas, la inconfundible voz de Patrick Allen (que había llevado a cabo la locución de los anuncios reales de peligro nuclear del Gobierno británico, Protect and Survive -protegeos y sobrevivid-, dos años antes) y otro innovador soporte electrónico, pasó directamente al número uno de la lista de éxitos de Inglaterra y permaneció durante nueve semanas (el primer sencillo que lo hacía desde "Mull of Kintyre" de los Wings en 1977-78), con un total de ventas que excedió 1,5 millones de copias y convirtiéndose en uno de los treinta discos más vendidos en Inglaterra de todos los tiempos.
Dirigido por el famoso dúo Kevin Godley y Lol Crème (banda de rock de mediados de los años sesenta), el vídeo presentaba a unos imitadores de los líderes de la Guerra Fría Ronald Reagan y Konstantín Chernenko practicando lucha libre en un ring mientras miembros del grupo y otra gente hacían apuestas. El público, formado por otros líderes mundiales, entraban en la lucha, y finalmente la Tierra acababa explotando. La voz de Ronald Reagan en este tema fue obra de Chris Barrie.
Morley inició una campaña comercial mediante camisetas, de diseño inspirado en las de Hamnett, en el momento de la publicación de "Two Tribes", añadiendo a la camiseta "Frankie Say Relax Don't Do It" otros diseños como "Frankie Say War Hide Yourself" y "Frankie Say Arm The Unemployed" (un diseño muy controvertido, por el cual Johnson tuvo que explicar en una entrevista radiofónica que el eslogan estaba destinado a pedir al Gobierno que "armara" a los parados con puestos de trabajo).
"Two Tribes" fue un sencillo espléndido por propios méritos, pero su reinado en la lista de éxitos fue más notable gracias al continuo éxito de su predecesor. "Relax" fue declinando de forma natural en mayo de 1984, pero con el lanzamiento de "Two Tribes" sus ventas reavivaron, y FGTH obtuvo los dos primeros puestos en la lista de éxitos de Inglaterra durante el mes de julio, siendo el primer grupo que lo conseguía desde principios de los años sesenta).
El grupo sugirió (en el programa The Tube de Channel 4) que el segundo sencillo más vendido podría haber sido "Slave to the Rhythm", interpretado por Grace Jones.

#### "The Power of Love"
FGTH publicó un tercer sencillo, "The Power of Love", a finales de 1984. Balada sorprendentemente inspirada y bien arreglada, fue número uno en diciembre y otorgó al grupo el honor de ser la primera formación desde hacía dos décadas (desde Gerry and the Pacemakers (también de Liverpool) en 1963) al conseguir el número uno de ventas con los tres primeros trabajos publicados. El vídeo no fue censurado en esta ocasión pero también levantó una cierta polémica: muestra una escena de Navidad y no aparece ningún miembro del grupo, sólo se les ve en unas imágenes añadidas a los fotogramas, por lo que fue considerado equivocadamente un disco de música navideña. Como consecuencia, desde entonces las cadenas de radio y televisión lo tienen en cuenta solo por Navidad. Pero la letra no tiene en principio relación con esta festividad.
La canción fue precedida por una campaña publicitaria que declaraba, antes de suceder realmente que "The Power of Love" era el tercer número uno del grupo, siguiendo una estrategia de hechos consumados.
El proyecto benéfico para la gente del Tercer Mundo llamado Band Aid -para el cual Johnson grabó un mensaje en la cara B-, significó que "The Power of Love" consiguiera colocarse esta vez al número uno sólo durante una semana, antes de que fuera desplazado por el tema de Band Aid "Do They Know It's Christmas?". "The Power of Love" pertenecía a su primer álbum, Welcome to the Pleasuredome, que consiguió el número uno de ventas. El álbum se vendió relativamente bien pero no tuvo una buena acogida por la mayor parte de la crítica. Incluyendo los tres temas número uno y mostrando un título tan sugerente, el disco presenta también una serie de versiones de otros temas como "Born to Run" de Bruce Springsteen, "Do You Know the Way to San Jose" de Dionne Warwick, "Ferry 'Cross The Mersey" de Gerry and the Pacemakers ... junto con parodias de temas de Liverpool.
La BBC levantó la censura de "Relax" a finales de 1984 con el fin de permitir a FGTH interpretar la canción en la edición navideña del programa Top of the Pops (había sido, aparte del tema de Band Aid, el sencillo más vendido del año).
En el año 2006 la agrupación de Neue Deutsche Härte Oomph! lanzó una versión de esta canción en su disco recopilatorio "Delikatessen".
En el 2008 el grupo musical de crossover clásico Il Divo, lanzó en su álbum "The Promise" la primera versión de esta canción en español, titulado «La Fuerza Mayor» siendo el único grupo mundial al que se le ha otorgado ese derecho.

### 1985:Welcome to the Pleasuredome
El tema que da nombre al álbum, "Welcome to the Pleasuredome", fue publicado como cuarto sencillo en marzo de 1985. Los primeros pósteres promocionales del mismo lo proclamaron como "su (de FGTH) cuarto número uno", incluso antes de su publicación. Desafortunadamente el sencillo llegó como máximo al número 2, dando pie a algunas voces que vaticinaban un declive del grupo. Los pesimistas a la larga - cómo no podía ser de otra manera en un mercado donde se suceden rápidamente las ofertas - acabarían teniendo razón, pero no por el supuesto "fracaso" de un número 2. Este declive fue, en última instancia, atribuible a las crecientes tensiones internas y desilusión general dentro del grupo; alguno de estos momentos de tensión fue detectado durante 1985, pero solo fue evidente en el momento del público y muy anunciado "retorno" de 1986. El disco destaca por una larga introducción narrada por Geoffrey Palmer que habla de mitología griega y pensamientos del poeta y filósofo Samuel Taylor Coleridge.
Un nuevo tema, Disneyland, fue publicado en el disco de ZTT Records Zang Tuum Tumb Sampled a finales de 1985.

### 1986–88: Declive y separación
En 1986 FGTH apareció en el Festival de Rock de Montreux retransmitido por la televisión inglesa. Esta actuación sirvió para presentar en público dos temas que serían dos futuro sencillos,  Rage Hard  y  Warriors of The Wasteland . Ambas en versiones diferentes de las posteriormente publicadas. En agosto de 1986 el nuevo y esperado sencillo de Frankie Goes to Hollywood,  Rage Hard , fue publicado, y llegó al número 4 en Inglaterra. Inicialmente promocionado con canciones como  Warriors of The Wasteland , el sonido del grupo evolucionó significativamente hacia un estilo más lírico, más orgánico y menos extravagante. Aunque el sencillo fue inevitablemente promocionado como buque insignia de ZTT, el resultado pareció un poco forzado y casi una autoparodia. El correspondiente álbum,  Liverpool  (originalmente, según se decía, se tenía que titular  Liverpool ... let's make it en double"), publicado en octubre y que llegó al número 5 de las listas, fue tema recurrente en la prensa musical, y el éxito empezó a bajar de nuevo con los posteriores sencillos  Warriors of the Wasteland  (sencillo n.º. 19) y  Watching the Wildlife  (n.º. 28). El grupo mientras tanto amenazó con imponer su propia voluntad, en el curso de una exitosa gira promocional del nuevo disco. Johnson se mantuvo claramente al margen del resto del grupo en este periodo, y las tensiones se exacerbaron cuando Johnson y O'Toole se pelearon en el Wembley Arena en enero de 1987, lo cual reflejó la difícil relación entre el cantante y el resto del grupo. Las cosas fueron tan mal que se le propuso al cantante de Liverpool Pete Wylie sustituir a Johnson, pero declinó la oferta. FGTH completó la gira, pero Johnson dejó el grupo después, alegando que la música que se hacía no era de su gusto.
Después de la división del grupo, la compañía MCA Records ofreció a Johnson grabar un trabajo en solitario. No obstante ZTT, que consideraba que había invertido mucho dinero con  Liverpool  (el sistema avanzado de grabación digital usado para el disco fue tratado casi como si fuera un sexto miembro del grupo), tenía otras ideas, y rápidamente demandó a Johnson en un intento de mantener el contrato inicial con el sello. Entre otras cosas, ZTT creía que como exmiembro de FGTH, Johnson tenía que publicar todo el material en solitario con este sello hasta que el acuerdo original de publicar varios álbumes se cumpliera. El pleito fue duro, y puso en evidencia los entresijos de la máquina ZTT/Frankie en una prensa musical inglesa voraz.
Después de dos semanas, el Tribunal falló a favor de Johnson, sosteniendo que las restrictivas cláusulas del contrato constituían una práctica abusiva. El resultado del litigio, que también liberó al resto de miembros de FGTH de su contrato con ZTT, ocurrió "vox populi" porque fue una victoria sin precedentes del artista contra la corporación que lo contrató.

### 1989–02: Proyectos en solitario
La carrera en solitario de Johnson en MCA empezó en 1989, con una sucesión de exitosos sencillos y el álbum número uno Blast. Después llegaría el remix Hollelujah, seguido por uno segundo álbum de estudioDreams That Money Can't Buy. No obstante las relaciones de Johnson con MCA se enfriaron con este trabajo, y más tarde acabaría dejando la música y convirtiéndose en un pintor solitario pero de éxito, después de anunciar en 1993 que había sido infectado con VIH. El año siguiente, Johnson relató su versión de la historia de Frankie en su autobiografía  a Bone In My Flute  ("un hueso en mi flauta"). Su álbum - grabado por él mismo en 1999 Soulstream - incluía una nueva grabación deThe Power of Love que también fue publicado como sencillo.
Paul Rutherford, el otro miembro gay del grupo públicamente reconocido, publicó un álbum parcialmente producido por el grupo musical ABC, titulado  Oh World  y diversos sencillos antes de retirarse con su socio neozelandés en la isla Waikiki.
Los otros tres miembros de FGTH, 'other three' como los llamó  Smash Hits , continuaron trabajando juntos en un vano intento de resucitar FGTH probando diferentes cantantes. Como "Nasher", Nash publicó en 2002 un álbum en solitario titulado Ripe. Ped trabajó entre bambalinas y compuso un tema que llegó al "top ten" con el grupo Lovestation. Mark O'Toole se trasladó a Florida y se unió al grupo punk Trapped By Mormons.
El nombre del grupo continuó vivo en la medida que los relanzamientos de "Relax" y "The Power of Love" devolvían los dos temas al "Top ten" de Inglaterra en 1993. Los remix de "The Power of Love" (que se convirtió en un himno dance a partir de su formato original de balada) y de "Two Tribes" serían Top 20 de nuevo en 1997, mientras que "Welcome to the Pleasuredome" también tuvo un tratamiento como remix de gran éxito comercial, llegando al Top 20 cuatro años antes. ZTT continuó en su intento de mantener vivo el catálogo de FGTH en el nuevo siglo, con renovaciones periódicas remasterizaciones y remixes, en un mundo donde cada vez hay más productores de música dance, con el fin de mantener una supuesta tradición que empezó con las múltiples versiones del Relax de 1983. Hasta ahora ZTT ha intentado mantener siempre las imágenes del grupo ausentes mientras ha ido haciendo su trabajo de remezclas, y este misterio ha servido para mantener el mito vivo.
Los dos primeros sencillos del grupo aparecieron en los números 6 y 22 respectivamente en la lista oficial inglesa de los sencillos más vendidos de todos los tiempos, hecha en 2002.
Apareció un grupo llamado The New Frankie Goes to Hollywood, liderado por Davey Johnson, que decía ser hermano de Holly Johnson. El grupo tocó unos cuantos temas de Frankie, pero realmente no podía compararse. Y por otro lado, el supuesto parentesco era falso. El nombre del grupo tampoco hay que confundirlo con unos encuentros de aficionados al Rocky Horror Picture Show llamados precisamente "Frankie Goes to Hollywood".

### 2003–07: Reunión y etapa con Ryan Molloy
En 2003, el programa de TV de VH1 Bands Reunited reunió a Johnson, Rutherford, Gill, Nash, y Mark O'Toole desde los confines del mundo con la esperanza de ponerlos de acuerdo para un espectáculo improvisado. En todas las reapariciones, los exmiembros del grupo tuvieron buena relación y estuvieron contentos de volver a verse, pero los resultados del reencuentro no fueron muy logrados. Johnson y Nash no estaban de acuerdo en la manera cómo estaba organizado el show de TV.
No obstante, en noviembre del 2004, en la celebración del 25 aniversario de la carrera de Trevor Horn en la industria musical, tuvo lugar un concierto especial en el Wembley Arena, dónde participaron tres de los miembros originales de FGTH: Mark O'Toole, Peter (Ped) Gill y Paul Rutherford y otro exmiembro, Jed O'Toole. El vocalista original, Johnson, que había anunciado vía Internet que no aparecería, y el guitarra Nash, que declinó la invitación por razones personales, no participaron. Jed O'Toole se encargó de la guitarra en esta actuación, y se celebró una audición para encontrar a un cantante para el concierto. Ryan Molloy fue el escogido.
La misma formación (con Molloy y Jed O'Toole, pero sin Johnson y Nash) se reunió para un tour en 2005 tocando en diversos festivales por Europa. Participaron en el festival Faceparty's Big Gay Out en el Hyde Park de Londres.
Después de cierta confusión con las fechas de la gira, el grupo publicó un aviso en su página web anunciando que muchas de las fechas previstas para los conciertos eran erróneas. El grupo se fue centrando cada vez más en el lanzamiento de un nuevo álbum para 2007. No obstante, a primeros de abril de 2007, llegó la noticia de que Gill, Rutherford, J. O'Toole y Molloy habían formado el grupo Forbidden Hollywood (Prohibido Hollywood) para tocar sus nuevas canciones junto con los temas antiguos de FGTH. Esta fue una manera de evitar problemas jurídicos con Holly Johnson por el uso del nombre Frankie Goes to Hollywood. Tenían previstos fechas de conciertos, pero en junio de 2007 se cancelaron y el grupo se hundió con la marcha de Molloy.
Los mánagers de Forbidden Hollywood afirmaron a mediados de octubre de 2007 que el grupo continuaría activo, y que en un futuro próximo se les podría volver a escuchar.

### 2023: Reunión con Johnson y biopic
El 7 de mayo de 2023, Frankie Goes to Hollywood, incluidos Johnson y Nash, se reunieron para un concierto con múltiples actos que celebraban la música de Liverpool para el Festival de la Canción de Eurovisión. Interpretaron su canción, "Welcome to the Pleasuredome". Fue su primera actuación juntos desde 1987. La actuación recibió elogios pero decepcionó a quienes esperaban más canciones. El periódico The Daily Telegraph le dio tres de cinco y escribió que Johnson seguía siendo "una presencia imponente", pero que la breve serie fue decepcionante. La BBC escribió: "Tal vez una canción sea todo el tiempo que los cinco miembros de la banda pueden soportar compartir escenario, pero al menos demostraron que ellos y su música aún pueden sonar atractivos y frescos.
El 10 de mayo, Working Title Films anunció que estaba desarrollando una película biográfica de Frankie Goes to Hollywood, titulada Relax, basada en las memorias de Johnson. Bernard Rose, el director del primer vídeo musical de "Relax", será el director, con Callum Scott Howells interpretando a Johnson.

## Legado
Johnson y Rutherford son abiertamente homosexuales, y Frankie Goes to Hollywood hizo de los derechos de los homosexuales y la sexualidad un tema de su música y actuaciones. Su música impactó dentro de la cultura gay en la corriente principal británica de la década de 1980, junto con bandas como Bronski Beat. Bernard Rose, que dirigió el vídeo "Relax", dijo que Frankie Goes to Hollywood fue el primer acto pop importante abiertamente gay, antes de que artistas homosexuales como Boy George, George Michael, Freddie Mercury o Elton John salieran del armario, y "rompieran con todo".
A medida que Frankie Goes to Hollywood ganaba popularidad, algunos medios informaron que eran un grupo "fabricado" controlado por ZTT. Un artículo de 1984 en el popular periódico The Washington Post los describió como "un Monkees moderno, o un Village People post-punk que surgió completamente armado del frente de la cultura basura". 
En 1985, fue creado un juego de ordenador basado en la música del grupo. El objetivo de este extraño juego es explorar Mundanesville y encontrar el "Pleasuredome" (el "lugar del placer").
En 2014, el periodista musical Paul Lester escribió que, aunque la banda fue "posiblemente la última gran sensación del pop británico", rara vez fueron citados como una influencia para otros artistas. Escribió que esto se debía a que "sería imposible recrear lo que hicieron". Morley observó que a pesar de haber lanzado dos de los discos más exitosos de la década de 1980, se habían "perdido un poco... El hecho de que algo tuviera tanto éxito y aún así sea parte de una historia sombría es la prueba definitiva de que eran especial."
En el capítulo "La recompensa", de la tercera temporada de The A-Team, Murdock nombra entre otros grupos británicos a Frankie goes to Hollywood. 

## Miembros
Miembros
- Holly Johnson – cantante (1980–1987, 2023)
- Mark O'Toole – bajo (1980–1987, 2004–2007, 2023)
- Peter Gill – batería (1980–1987, 2004–2007, 2023)
- Brian Nash – guitarra (1980–1987, 2023)
- Paul Rutherford – vocalista, bailarín (1980–1987, 2004–2007, 2023)

Antiguos miembros
- Jed O'Toole – guitarra (1981–1982, 2005–2007)
- Ryan Molloy – cantante (2004–2007)

Línea del tiempo

## Discografía
| Álbumes de estudio - Welcome to the Pleasuredome (1984) - Liverpool (1986) Álbumes en video - Frankie Goes to Hollywood - Hard On! (2001) | Álbumes recopilatorios - Bang! (1985) - Bang!… The Greatest Hits of Frankie Goes to Hollywood (1994) - Reload - The Whole 12 Polzadeses (1994) - Maximum Joy (2000) - The Club Mixes 2000 (2000) - Twelve Polzadeses (2001) - Rage Hard - The Sonic Collection (2003) - Frankie Say Greatest (2009) |

## Giras y conciertos
- "Welcome To The Pleasuredome" Tour (1984-1985)
- "Liverpool" Tour (1987)
- "Reunion" Tour (2005)

## Premios y nominaciones
| Año  | Premio                           | Nominación                  | Categoría                                                                               | Resultado |
| ---- | -------------------------------- | --------------------------- | --------------------------------------------------------------------------------------- | --------- |
| 1984 | Ivor Novello Awards              | "Two Tribes"                | Best Song Musically And Lyrically                                                       | Ganador   |
| 1984 | NME Awards                       | "Two Tribes"                | Promo Video                                                                             | Ganador   |
| 1984 | NME Awards                       | Welcome to the Pleasuredome | Best Dressed Sleeve                                                                     | Ganador   |
| 1984 | NME Awards                       | "Relax"                     | Best Single                                                                             | Ganador   |
| 1985 | Ivor Novello Awards              | "Relax"                     | Best Contemporary Song                                                                  | Nominado  |
| 1985 | Brit Awards                      | "Relax"                     | Best British Single                                                                     | Ganador   |
| 1985 | Brit Awards                      | Themselves                  | Best British Newcomer                                                                   | Ganador   |
| 1985 | Brit Awards                      | Themselves                  | Best British Group                                                                      | Nominado  |
| 1985 | Brit Awards                      | Welcome to the Pleasuredome | Best British Album                                                                      | Nominado  |
| 1985 | Brit Awards                      | "Two Tribes"                | Best British Single                                                                     | Nominado  |
| 1985 | MTV Video Music Awards           | "Two Tribes"                | Best New Artist                                                                         | Nominado  |
| 1985 | MTV Video Music Awards           | "Two Tribes"                | Best Concept Video                                                                      | Nominado  |
| 1985 | Pollstar Concert Industry Awards | Ellos mismos                | Which Artist is Most Likely to Successfully Headline Arenas for the First time in 1985? | Nominado  |
| 1986 | Pollstar Concert Industry Awards | "Liverpool Tour"            | Small Hall/Club Tour of the Year                                                        | Nominado  |